# Casalpò
Casalpò è una frazione del comune di Poviglio, in provincia di Reggio Emilia. Dista circa 3 km dal capoluogo comunale.

## Storia
Il toponimo (evidente abbreviazione della locuzione "Casale del Po") denuncia lo stretto rapporto che in origine e per lungo tempo ha legato la località al fiume Po: infatti, con ogni probabilità, il piccolo centro si formò in uno degli alvei, poi colmatosi, del Grande fiume. I primi stanziamenti nel territorio di Casalpò risalgono all'Età del Bronzo. In epoca medievale la località appartenne ai feudi dei Sartori di Modena. In un documento del 1330, conservato all'Archivio di Stato di Parma, esso è qualificato come "comunello". Nel 1402 infine Casalpò è annesso al feudo di Poviglio, alle cui sorti da allora è rimasto legato.

## Monumenti e luoghi d'interesse

### Architetture religiose
- Chiesa dei Santi Crisanto e Daria. La chiesa, dedicata ai Santi Crisante e Daria, è menzionata per la prima volta nel "Rotolo delle Decime" del 1230. Essa per lungo tempo appartenne alla giurisdizione religiosa della Plebana di Sorbolo. Nella località si ergeva anche un altro oratorio dedicato a Sant'Ilario, poi demolito[4].

### Architetture militari
- Castello di Casalpò. Intorno al Duecento fu edificato in Casalpò un castello che fu posseduto, a fasi alterne, da un ramo della famiglia dei Correggeschi. Per la sua importanza strategica fu teatro di duri scontri per il suo possesso: distrutto una prima volta dai Rossi di Parma nel 1397 e successivamente ricostruito, fu di nuovo gravemente danneggiato nel 1427. A metà Ottocento i suoi ruderi furono donati dall'ultimo proprietario, conte mons. Francesco Benassi (vescovo di Guastalla), al rettore della chiesa di Enzola perché se ne servisse per la ristrutturazione della sua pieve. Nei pressi del castello, per secoli, sorse un monastero di frati - detti "Amodei" o "Clareni" (ovvero francescani devoti di santa Chiara) - con annesso "xenodochio", ancora attivo a metà del Cinquecento, come testimonia il "Regesto degli ospizi" del Ducato di Parma[5].

## Consulta di frazione
Nei giorni 24, 25 e 26 ottobre 2010 si è svolta l'elezione dei componenti della prima Consulta di frazione Elezione della consulta frazionale, organo civico con funzioni consultive e propositive, istituito dalla delibera del Consiglio comunale n. 43 del 28/07/2010. La Consulta è composta dai sette candidati che siano risultati eletti sulla base del maggior numero di preferenze nominali ricevute da parte degli aventi diritto al voto ovvero da tutti i cittadini maggiori di 16 anni che risiedano o esercitino un'attività commerciale nelle località di Enzola, Casalpò, Godezza e San Sisto. Il mandato della Consulta coincide, in termini di durata, con quello amministrativo. Nei giorni 5, 6 e 7 ottobre 2014 si è svolta l'elezione per il rinnovo dell'organo civico della frazione.